# Radiovittaria minima
Radiovittaria minima är en kantbräkenväxtart som först beskrevs av Bak., och fick sitt nu gällande namn av E. H. Crane. Radiovittaria minima ingår i släktet Radiovittaria och familjen Pteridaceae. Inga underarter finns listade.